# Hermann Breuer
Hermann Breuer (* 27. Oktober 1942 in München; † 25. Januar 2023 in München) war ein deutscher Jazzmusiker (Posaune, Piano).

## Leben und Wirkung
Breuer hatte vom vierten Lebensjahr an Klavierunterricht (seine Eltern waren Klavierlehrer und Pianisten). Mit 16 Jahren entdeckte er den Jazz. Ab 1962 studierte er Posaune (und als Nebenfach Klavier) an der Hochschule für Musik und Theater München. 
Er arbeitete mit Joe Haider und Gunter Hampel. Mit seinem eigenen Trio begleitete er Solisten wie Chet Baker, Benny Bailey, Peanuts Holland  oder Pony Poindexter. Vorübergehend spielte er mit der Jazzrock-Gruppe Embryo. 
Ab 1973 arbeitete Breuer mit Salsa-Gruppen wie Connexion Latina und den Formationen von Dusko Goykovich, Bobby Jones, Mal Waldron und Manfred Schoof.
Weiter spielte er in den Big Bands von Slide Hampton, Boško Petrović und Gil Evans. 1982 gründete er die Gruppe Brass Jazz, 1984 ein Trio mit Doug Hammond. 
Später arbeitete er mit einem eigenen Quintett, zu dem auch seine Tochter, die Saxophonistin Carolyn Breuer, gehörte, sowie mit deren Band. Im Weiteren nahm er mit Joe Nay, Barbara Dennerlein, Wolfgang Haffner, Rachel Gould, dem Berlin Contemporary Jazz Orchestra, der NDR-Bigband, Johannes Herrlichs Trombonefire und Die Konferenz auf.
Breuer unterrichtete an der Hochschule für Musik und Theater Hamburg und der Jazzschule München; er war außerdem bis 2008 Dozent für Posaune am Konservatorium in München. 1984 erhielt er den Kunstförderpreis der Stadt München.